# Épidémiologie évolutive
L'épidémiologie évolutive, selon un terme introduit par Paul Ewald, consiste à analyser de concert l'évolution et la propagation des agents infectieux.
Elle est motivée par les vitesses d'évolution rapide de nombreux parasites (virus et bactéries notamment) qui font que les échelles des temps épidémiologiques et évolutifs se superposent. Cette approche est liée à celle de l'écologie évolutive. 
L'épidémiologie détermine les pressions de sélection agissant sur les pathogènes (par exemple l'utilisation d'antibiotiques va sélectionner l'évolution de résistances). En retour, l'évolution des pathogènes affecte la manière dont ils se propagent (une souche résistante se propage mieux dans un environnement riche en antibiotiques).

## Évolution adaptative
L'évolution des pathogènes peut modifier leur propagation si elle est adaptative ou délétère, c'est-à-dire si elle modifie des traits d'histoire de vie d'une infection pour augmenter ou diminuer la valeur sélective des pathogènes.

### Évolution de la résistance
L'une des raisons de l'importance de l'évolution des pathogènes est la résistance aux traitements anti-infectieux. L'évolution de la résistance peut se faire de novo (lorsqu'une infection causée par une souche sensible au traitement devient résistante) ou par la transmission de souches déjà résistantes. Dans les deux cas, l'épidémiologie joue un rôle central. En retour, le fait d'être résistant modifie la capacité des souches à se propager.
Les études combinant épidémiologie et évolution de la résistance ont permis de mettre en évidence le rôle de la structure spatiale. Ceci a des implications pour les systèmes de santé car, à nombre de patients équivalents, des grands hôpitaux sont plus susceptibles de faire face à de l'évolution de résistances que des petits hôpitaux.

### Évolution de la virulence
Historiquement, de nombreuses études se sont intéressées à pourquoi les maladies infectieuses nuisent à leurs hôtes. Pour comprendre l'évolution de la virulence, il faut comprendre comment les maladies se propagent car les bénéfices expliquant le maintien de la virulence sont souvent liés à une transmission accrue du parasite. Ainsi, dans le cas de l'infection par le VIH, il a été montré que les souches les plus virulentes sont aussi celles qui sont les plus contagieuses.
L'épidémiologie des parasites peut avoir de nombreux effets sur l'évolution de la virulence. Ainsi, la structure spatiale de la population d'hôte peut favoriser des souches plus ou moins virulentes. De plus, l'utilisation de traitements peut aussi sélectionner des souches plus virulentes, comme cela a été observé dans le cas des vaccins ciblant le virus de la maladie de Marek chez les poulets.

### Évasion immunitaire
Une longue coévolution des parasites avec leurs hôtes leur a permis de sélectionner des moyens d'échapper à la réponse immunitaire de l'hôte, phénomène dénommé « évasion immunitaire ». Plusieurs grandes stratégies d'évasion peuvent être utilisées par des parasites : 
Une stratégie consiste à tromper ou manipuler l'immunité de l'hôte en se cachant dans des tissus où les globules blancs ont peu d'accès, ou en se déguisant pour leur échapper. Le parasite peut aussi parfois manipuler l'antigène du complexe majeur d'histocompatibilité, c'est-à-dire la molécule HLA-G (connue pour être impliquée dans la tolérance du système immunitaire, dont tolérance fœto-maternelle) comme dans le cas de l'échinocoque.
Une autre stratégie consiste à constamment évoluer : le virus de la grippe, par un processus appelé dérive antigénique, mute régulièrement un peu, ce qui lui permet de causer des nouvelles infections chaque année dans les régions où il n'est pas endémique. Des tests d'immunogénicité sont utilisés pour générer des données permettant de visualiser cette évolution.

## Phylodynamique

Dynamique d'une épidémie représentée en bas par sa prévalence (nombre d'infectés à un instant donné) et en haut par une phylogénie d'infection. Chaque feuille correspond à une fin d'infection et chaque nœud interne à une transmission.

L'évolution des parasites peut aussi être neutre, c'est-à-dire qu'elle n'affecte pas leur propagation. Les épidémiologistes peuvent néanmoins utiliser cette information pour inférer comment le parasite s'est propagé. Cette combinaison de l'épidémiologie et des approches phylogénétiques est appelée phylodynamique. Elle est particulièrement appropriée pour étudier les infections causées par des virus évoluant rapidement.

## Émergence évolutive
La capacité d'un agent infectieux émergent à causer une épidémie est déterminée par son taux de reproduction de base (dénoté R0), c'est-à-dire par le nombre d'infections secondaires engendrées par un individu infecté dans une population d'hôtes tous susceptibles.
Une infection ayant un R0<1 est vouée à l'extinction dans un temps fini. Toutefois, avant de s'éteindre, le parasite peut causer suffisamment d'infections pour qu'une mutation ait le temps de se produire, qui le rende mieux adapté à son hôte (lui conférant ainsi un R0>1).
Ce processus, qui met en jeu l'évolution dans une émergence, est appelé émergence évolutive. C'est une variante du processus appelé sauvetage évolutif.
Un exemple classique d'une telle émergence est celui du virus du chikungunya sur l'île de la Réunion en 2005-2006 où une mutation a rendu le virus très adapté pour exploiter un nouveau vecteur, le moustique Aedes albopictus,,. 

## Infections multiples
L'une des raisons poussant à combiner épidémiologie et évolution est que très souvent les infections sont génétiquement diversifiées, c'est-à-dire que les hôtes sont infectés par plusieurs souches ou espèces de parasites. 
Les infections multiples ont un effet direct sur l'évolution de la virulence et de la résistance. Elles sont aussi la source des événements de recombinaison entre différentes souches d'un même parasite, qui peuvent modifier la dynamique évolutive et compliquer l'inférence phylogénétique. 